# Víctor Pacheco (Fußballspieler, 1974)
Víctor Danilo Pacheco Bustamante (* 20. September 1974 in Suan) ist ein ehemaliger kolumbianischer Fußballspieler, der als offensiver Mittelfeldspieler spielte. Er bestritt über 400 Spiele im Profibereich und war auch über viele Jahre Nationalspieler Kolumbiens.

## Karriere

### Verein
Pacheco begann seine Profikarriere 1990 bei Atlético Junior, wo er bis 1999 unter Vertrag stand. Mit dem Klub gewann er die Categoría Primera A in den Jahren 1993 und 1995. Während seiner Zeit bei Junior bestritt er über 275 Spiele und erzielte mehr als 40 Tore. 1999 wechselte er zu Independiente Medellín, wo er zwei Jahre spielte und dann in die mexikanische Liga zum CF Atlante ging. Anschließend war er von 2001 bis 2002 bei Unión Magdalena aktiv, bevor er in die mexikanische Liga zurückkehrte und zwischen 2002 und 2003 für den CF Atlante auflief. 2004 spielte Pacheco kurzzeitig für den América de Cali und kehrte dann zu Junior zurück, wo er von 2004 bis 2005 erneut unter Vertrag stand. Danach folgten Engagements erneut bei Unión Magdalena (2006), Atlético Bucaramanga und Boyacá Chicó, mit dem er erneut die kolumbianische Meisterschaft gewann (Apertura 2008). Seine Karriere ließ er bei Deportivo Pasto, Junior, Bogotá FC und Uniautónoma FC ausklingen.

### Nationalmannschaft
Mit der U17-Nationalmannschaft nahm Pacheco an der Weltmeisterschaft 1989 in Schottland, schied aber mit der Jugendauswahl in der Vorrunde aus. Er nahm 1992 mit der kolumbianischen Olympiaauswahl an den Olympischen Sommerspielen in Barcelona teil. In der Vorrunde traf Kolumbien auf Gastgeber Spanien (0:4), Ägypten (1:2) und Katar (2:1). Die Mannschaft schied mit nur einem Sieg als Gruppendritter aus.
Pacheco gab sein Debüt für die kolumbianische Fußballnationalmannschaft im Jahr 1993. Während der Copa América 1993 gehörte er zwar zum Kader, kam jedoch nicht zum Einsatz. Dennoch war dies ein wichtiger Schritt in seiner Karriere, da er damit den Einstieg in die A-Nationalmannschaft schaffte. In den folgenden Jahren war Pacheco ein regelmäßiger Bestandteil der Nationalmannschaft und nahm an weiteren internationalen Turnieren teil. Besonders hervorzuheben ist seine Teilnahme an der Copa América 1997, bei der Kolumbien bis ins Viertelfinale vordrang. Pacheco absolvierte in diesem Turnier zwei Einsätze. Sein letztes Länderspiel bestritt Pacheco 2005. Insgesamt absolvierte er 28 Länderspiele und erzielte drei Tore für Kolumbien.

## Erfolge
Junior
- Kolumbianischer Meister: 1993, 1995

Boyacá Chicó
- Kolumbianischer Meister: 2008-A